# Mary Whipple
Mary Rebecca Whipple (Sacramento (Californië) 10 mei 1980) is een Amerikaans stuurvrouw bij het roeien.
Whipple won in 2002 de wereldtitel in de acht. Tijdens de Olympische Zomerspelen 2004 stuurde Whipple de Amerikaanse acht naar de zilveren medaille. Whipple veroverde zowel in 2006 als in 2007 de wereldtitel in de acht. In 2008 stuurde Whipple de Amerikaanse acht naar de gouden medaille. Whipple won haar vierde vijfde wereldtitel in de acht in 2010 en 2011. Whipple sloot haar carrière af met olympisch goud in de acht in 2012 in Londen.

## Resultaten

### Olympische Zomerspelen
| Jaar | Plaats | Resultaten |
| ---- | ------ | ---------- |
| 2004 | Athene | in de acht |
| 2008 | Peking | in de acht |
| 2012 | Londen | in de acht |

### Wereldkampioenschappen roeien
| Jaar | Plaats    | Resultaten    |
| ---- | --------- | ------------- |
| 2001 | Luzern    | 4e in de acht |
| 2002 | Sevilla   | in de acht    |
| 2003 | Milaan    | 5e in de acht |
| 2005 | Kaizu     | 5e in de acht |
| 2006 | Eton      | in de acht    |
| 2007 | München   | in de acht    |
| 2010 | Cambridge | in de acht    |
| 2011 | Bled      | in de acht    |

1976: Goretzki & Knetsch & Richter & Ahrenholz & Kallies & Ebert & Lehmann & Müller & Wilke ·
1980: Boesler & Neisser & Köpke & Schütz & Kühn & Richter & Sandig & Metze & Wilke ·
1984: O'Steen & Metcalf & Bower & Graves & Flanagan & Norelius & Thorsness & Keeler & Beard ·
1988: Strauch & Zeidler & Haacker & Wild & Kluge & Schröer & Balthasar & Stange & Neunast ·
1992: Barnes & Taylor & Delehanty & Crawford & McBean & Worthington & Monroe & Heddle & Thompson ·
1996: Tănase & Cochelea & Gafencu & Spîrcu & Olteanu & Lipă & Popescu & Ignat & Georgescu ·
2000: Damian & Susanu & Olteanu & Cochelea & Dumitrache & Lipă & Gafencu & Ignat & Georgescu ·
2004: Florea & Susanu & Bărăscu & Papuc & Gafencu & Lipă & Damian & Ignat & Georgescu ·
2008: Cafaro & Cummins & Davies & Francia & Goodale & Lind & Logan & Shoop & Whipple ·
2012: Cafaro & Francia & Lofgren & Ritzel, Musnicki & Logan & Lind, Davies & Whipple ·
2016: Elmore & Gobbo & Logan & Musnicki, Polk & Regan & Schmetterling & Simmonds & Snyder ·
2020: Roman & Gruchalla-Wesierski & Roper & Proske & Grainger & Mailey & Payne & Wasteneys & Kit ·
2024: Rusu & Anghel & Bodnar & Lehaci & Adam & Bereș & Vrînceanu & Radiș & Petreanu